# Kevin Lankinen
Kevin Lankinen, född 28 april 1995, är en finländsk (finlandssvensk) professionell ishockeymålvakt som spelar för Vancouver Canucks i National Hockey League (NHL).
Han har tidigare spelat för Chicago Blackhawks och Nashville Predators i NHL; Jokerit, HIFK Hockey och Kookoo i Liiga; Rockford Icehogs i American Hockey League (AHL); Indy Fuel i ECHL samt Kiekko-Vantaa och Imatran Ketterä i Mestis.
Lankinen var Lejonens förstemålvakt i VM 2019. Han storspelade turneringen igenom, hade en räddningsprocent på 94,20 % och var en starkt bidragande orsak till att Finland sensationellt blev världsmästare.
Han blev aldrig NHL-draftad.